# Fort du Barbonnet
Le fort du Barbonnet, appelé aussi le fort Suchet puis l'ouvrage du Barbonnet, est une fortification alpine, située sur la commune de Sospel, dans le département des Alpes-Maritimes.
Il est construit au sommet du mont Barbonnet, qui culmine à 847 mètres, pouvant barrer la vallée de la Bévéra et le col de Braus, protégeant ainsi Nice. Ce sommet a été fortifié en plusieurs fois : d'abord en 1883-1886, avec la construction d'un fort Séré de Rivières, qui est modernisé ensuite de 1891 à 1917 (rajouts de couches de béton et quelques blindages), puis de nouveau en 1931-1935, sous la forme d'un ouvrage d'artillerie dans le cadre de la ligne Maginot.

## Fort Séré de Rivières
Le royaume d'Italie s'alliant en 1882 aux empires allemand et austro-hongrois (formant ainsi la Triplice), l'Armée française décide de fortifier les débouchés de la frontière franco-italienne. Le Barbonnet est choisi pour bloquer la trouée de Sospel, sur l'itinéraire entre Turin et Nice passant par le col de Tende.

### Fort d'origine
Le plan de la chefferie du génie de Nice est approuvé en 1883 et la construction s'étale jusqu'en 1886, conduite par le capitaine F. Azibert (son nom est inscrit au-dessus de la porte). Pendant le ministère Boulanger, le fort reçoit le nom de « fort Suchet », du nom du maréchal d'Empire Louis-Gabriel Suchet.
Il s'agit d'un fort pentagonal irrégulier, à la forme allongée du nord au sud, entouré d'un large fossé flanqué de trois caponnières (à l'ouest, au nord et au sud-est). L'entrée, à l'ouest, est protégée par un pont roulant, d'où part une galerie voûtée menant à la cour. Cette cour donne accès à la caserne, composée de deux bâtiments à un niveau voûtés et recouverts d'une épaisse couche de terre. L'artillerie prenait position sur des plateformes à l'air libre : trois sont encore visibles donnant vers l'est et deux vers le sud, chacune pour deux pièces séparée de la voisine par une traverse-abri. S'y rajoutent un magasin à poudre de 80 tonnes de capacité, deux fours à pain et un puits alimentant une citerne.
L'armement installé sur les plateformes était à l'origine composé de dix canons de 95 mm (modèle 1875 Lahitolle en acier, tirant jusqu'à 8 km), un mortier de 32 (modèle 1839, d'un diamètre de 325 mm en bronze, tirant jusqu'à 2 000 mètres) et six mortiers de 15 (modèle 1838, 151 mm en bronze, portée de 600 mètres). La garnison était de 365 hommes, avec des réserves de vivres et de munitions calculées pour six mois. La défense des fossés était assurée par cinq canons revolvers (un genre de mitrailleuse avec cinq tubes calibre 40 mm, modèle 1879 Hotchkiss).
En 1886-1887 sont rajoutées deux coupoles blindées, appelées « tourelles Mougin modèle 1876 en fonte dure », chacune armée avec deux canons de 155 mm long de Bange modèle 1877 sur affût Saint-Chamond modèle 1882. Elles font six mètres de diamètre pour 1,5 mètre de haut et environ 180 tonnes, sont tournantes (grâce à une machine à vapeur), mais ne sont pas éclipsables. Ces tourelles ont été construites par l'entreprise Châtillon-Commentry à Montluçon. La coupole nord a été nommée « Jeanne-d'Arc », celle sud « Bayard ».

### Modernisation
En 1891-1892, un nouveau magasin est creusé sous roc, pour une capacité de 54 tonnes de poudre noire. En surface sont rajoutés quatre abris, une nouvelle batterie, un observatoire bétonné (en 1917) et un colombarium (situé dans la contrescarpe sud).
À cause de la construction de la ligne ferroviaire Nice-Coni, des travaux de renforcement du fort sont menés de 1910 à 1914 (aux frais de la PLM) : quatre guérites blindées sont installées sur le parapet d'infanterie et la caponnière sud renforcée avec une dalle de béton armé. Un projet d'installation d'une troisième tourelle pour un canon de 155 mm (modèle Galopin) et de deux tourelles de mitrailleuses resta sans suite.
Lors de la mobilisation d'août 1914, la garnison de temps de paix détachée du 163e régiment d'infanterie (le régiment en garnison à Nice) est remplacée à partir du 11 août 1914 par les réservistes du 363e RI (le régiment d'active étant envoyé dans le Nord-Est au sein de la 44e division), puis ces derniers sont remplacés par des territoriaux dès le 23 août 1914 (l'Italie restant neutre dans un premier temps).
En 1928, la caponnière nord est à son tour renforcée. Pendant les années 1930, en marge de la construction de l'ouvrage Maginot, le fort est équipé de l'éclairage électrique, ses tourelles bénéficient désormais de la rotation et la ventilation électriques.

## Ouvrage Maginot
Les fortifications du Barbonnet sont modernisées pendant les années 1930 : les progrès de l'artillerie rendent le vieux fort périmé au moment où les relations entre la France et l'Italie se dégradent après la Première Guerre mondiale. En conséquence, le fort du Barbonnet devient l'ouvrage du Barbonnet, intégré à la ligne Maginot.

### Position sur la ligne
Les fortifications françaises construites le long des frontières orientales dans les années 1930, surnommées la « ligne Maginot », sont organisées en 24 secteurs, eux-mêmes subdivisés en plusieurs sous-secteurs et quartiers. L'ouvrage du Barbonnet se trouve dans le secteur fortifié des Alpes-Maritimes (SFAM), plus précisément dans le sous-secteur de Sospel et le quartier de Braus.
Les défenses étaient organisées en profondeur : d'abord la frontière elle-même était surveillée par les points d'appui légers des sections d'éclaireurs-skieurs (les SES, y compris celles détachées des BCA). Ensuite, un peu plus en retrait, une série d'avant-postes forme une ligne de défense : chaque avant-poste, tenu par une section de fantassins, est de taille modeste (un seul dans le quartier : celui de Castès-Ruines). Puis encore un peu plus à l'ouest, à environ cinq kilomètres de la frontière, se trouve la « ligne principale de résistance », composée d'une succession d'ouvrages bétonnés : les plus gros sont armés avec de l'artillerie et se soutiennent mutuellement en flanquement (dans le quartier, ce sont les ouvrages de l'Agaisen, de Saint-Roch et du Barbonnet), avec un petit ouvrage d'infanterie (celui du Champ-de-Tir-de-l'Agaisen) et neuf petites casemates dans les intervalles. Enfin, encore un peu plus en arrière, étaient implantées les installations de soutien, que ce soit les positions de tir de l'artillerie de position ou les installations logistiques (postes de commandement, dépôts de munitions, etc.).

### Souterrains
Comme tous les autres ouvrages de la ligne Maginot, celui du Barbonnet est conçu pour résister à un bombardement d'obus de très gros calibre. Les organes de soutien sont donc aménagés en souterrain, creusés au minimum sous douze mètres de roche, tandis que les organes de combat, dispersés en surface sous forme de blocs, sont protégés par d'épais cuirassements en acier et des couches de béton armé. Il a fallu donc creuser sous le fort : le bloc d'entrée se situe en contrebas.
La caserne de temps de guerre, le système de ventilation, la salle des filtres à air, les PC, le central téléphonique, les magasins à munitions, le centre de secours, la cuisine (avec une cuisinière Arthur Martin équipée de brûleurs au fioul), les sanitaires, les réservoirs d'eau, de gazole et de nourriture sont tous en souterrain, reliés entre eux par une galerie équipée d'une voie ferrée étroite de 60 cm où peuvent rouler des wagonnets poussés à bras (les caisses d'obus font de 80 à 105 kg). L'entrée est de plain-pied, tandis que l'accès au bloc de combat se fait par un monte-charges (pour les munitions) et par un escalier.
En cas de coupure de l'alimentation électrique (du 210 volts alternatif, fournit par le réseau civil) nécessaire à l'éclairage, aux tourelles et aux monte-charges, l'usine disposait de trois groupes électrogènes, composés chacun d'un moteur Diesel SMIM 6 SR 19 (six cylindres, fournissant 150 ch à 600 tr/min) couplé à un alternateur, complétés par un petit groupe auxiliaire (un moteur CLM 1 PJ 65, de 8 ch à 1 000 tr/min) servant à l'éclairage d'urgence de l'usine et au démarrage pneumatique des gros diesels. Le refroidissement des moteurs se fait par circulation d'eau ; les quatre réservoirs de gazole avaient une capacité totale de 69 200 litres. L'eau était fournie par une source captée sous le mont Barbonnet.

### Blocs
En surface, les blocs de combat sont dispersés autour du sommet. Chaque bloc de combat dispose d'une certaine autonomie, avec ses magasins à munitions (le M 3 à côté de la chambre de tir et le M 2 en bas du bloc), sa salle de repos, ses PC, ainsi que son système de ventilation et de filtration de l'air. L'accès à chaque façade est bloqué par un fossé diamant, qui sert aussi à recevoir les débris de béton lors des bombardements. Étant donné que les positions de mise en batterie pour de l'artillerie lourde sont rares en montagne, le niveau de protection est moins important que dans le Nord-Est (les ouvrages construits en Alsace, en Lorraine et dans le Nord). Dans le Sud-Est (les Alpes), les dalles des blocs font 2,5 mètres d'épaisseur (théoriquement à l'épreuve de deux coups d'obus de 300 mm), les murs exposés 2,75 m, les autres murs, les radiers et les planchers un mètre. L'intérieur des dalles et murs exposés est en plus recouvert de 5 mm de tôle pour protéger le personnel de la formation de ménisque (projection de béton à l'intérieur, aussi dangereux qu'un obus).
Le bloc 1 sert d'entrée mixte, avec deux portes pour les camionnettes (par un pont-levis) et pour les hommes (une simple porte blindée). Pour sa défense rapprochée, le bloc a trois créneaux pour fusil mitrailleur, une cloche GFM (pour guetteur et fusil mitrailleur) et quatre goulottes lance-grenades. La porte du matériel donne sur un hall de déchargement, lui-même défendu par deux créneaux FM de défense intérieure sur le côté ; la porte des hommes donne de son côté sur un couloir défendu par un autre créneau FM. Les fusils mitrailleurs (FM) de l'ouvrage étaient chacun protégé par une trémie blindée et étanche (pour la protection contre les gaz de combat). Ils tirent la cartouche de 7,5 mm à balle lourde (modèle 1933 D de 12,35 g au lieu de 9 g pour la modèle 1929 C). Ces fusils mitrailleurs étaient des MAC modèle 1924/1929 D, dont la portée maximale est de 3 000 mètres, avec une portée pratique de l'ordre de 600 mètres. L'alimentation du FM se fait par chargeurs droits de 25 cartouches, avec un stock de 14 000 par cloche GFM, 7 000 par FM de casemate et 1 000 pour un FM de porte ou de défense intérieure. La cadence de tir maximale est de 500 coups par minute, mais elle est normalement de 200 à 140 coups par minute,.
Le bloc 2 est une casemate tirant vers le sud avec deux créneaux pour canons-obusiers de 75 mm modèle 1929 (portée maximale théorique de 12 km à la cadence de 12 coups par minute) et deux autres créneaux pour mortier de 81 mm modèle 1932 (cadence de 12 à 15 coups par minute à une portée maximale de 3 600 m) en sous-sol. La défense rapprochée du bloc est assurée par deux créneaux pour fusil mitrailleur, une cloche GFM (servant aussi d'observatoire avec un périscope J2, indicatif O 39), une cloche LG et cinq goulottes lance-grenades. L'équipement est complété par un créneau optique (pour communiquer avec l'ouvrage de Castillon si le téléphone et la radio sont inutilisables). Une issue de secours donne sur le fond du fossé diamant
Se rajoutent à ces deux blocs les deux tourelles Mougin du vieux fort, ainsi qu'un observatoire d'artillerie (surnommé Pau, indicatif O 42).

### Histoire
L'avant-projet de novembre 1929 prévoyait un ouvrage à deux blocs, avec une entrée au nord-ouest du fort, une casemate d'artillerie pour deux canons juste à côté à l'est (tirant vers le nord-est) et une galerie les reliant aux deux tourelles Mougin. Le projet retenu par la Commission d'organisation des régions fortifiées (CORF) le 17 octobre 1931 prévoit quatre blocs : une entrée, une casemate d'artillerie sud, une casemate d'artillerie nord et une casemate d'infanterie (avec deux créneaux pour jumelages de mitrailleuses, une cloche GFM et une cloche observatoire). En août 1932, faute d'argent, seules sont maintenues l'entrée et la casemate sud, les deux autres étant ajournées. La galerie reliant les deux vieilles tourelles au reste de l'ouvrage est elle aussi abandonnées, non seulement par manque de crédit, mais ainsi pour ne pas trop fragiliser les fondations du fort. Construit par l'entreprise Borie, le coût total de l'ouvrage a été de 10,8 millions de francs (valeur de décembre 1936).
À partir de la mobilisation d'août 1939, l'équipage de l'ouvrage est constitué de fantassins du 95e bataillon alpin de forteresse (95e BAF) et d'artilleurs de la 12e batterie du 158e régiment d'artillerie de position (158e RAP). Le Barbonnet ouvre le feu à partir du 14 juin 1940. Le 22 juin à 10 h 35, lors d'un tir sur les Italiens attaquant la ligne des avant-postes, un obus explose dans la pièce no 2 de 75 mm, faisant éclater le tube, tuant deux artilleurs et en blessant six autres. Au total, l'ouvrage a tiré du 14 au 25 juin un total de 517 obus de 75 mm et 221 obus de 155 mm.
L'ouvrage est évacué par son équipage le 3 juillet 1940, emportant avec lui un maximum de matériel, car toute la partie alpine de la ligne Maginot se trouvant intégralement dans la zone démilitarisée en avant de la petite zone d'occupation italienne. En novembre 1942, l'occupation italienne s'étend jusqu'au Rhône (invasion de la zone libre), puis le 8 septembre 1943 les troupes allemandes remplacent celles italiennes (conséquence de l'armistice de Cassibile). Après le débarquement de Provence en août 1944, des combats ont lieu en septembre plus au sud, notamment autour de l'ouvrage de Castillon. Sospel est évacuée par les troupes allemandes dans la nuit du 27 au 28 octobre 1944, remplacées par les Américains à partir du 29.
Après la Seconde Guerre mondiale, dans le contexte de la guerre froide, le fort est réarmé : les tubes des tourelles sont remplacés par ceux des deux dernières tourelles Mougin encore armées, celles du fort de Frouard (au nord de Nancy, dans la trouée de Charmes) et celle de Villey-le-Sec (de la place forte de Toul). Après guerre, le 3e moteur SMIM a été démonté pour servir dans l'ouvrage de l'Agaisen et a été remplacé par un moteur CLM. En 1963, le fort n'a plus aucun intérêt défensif, la tourelle sud « Bayard » est désarmée et ses tubes sont rendus au fort de Villey-le-Sec pour servir à des fins touristiques. Les tubes de la tourelle nord du Barbonnet sont donc toujours en place, tout comme les canons de 75 mm et les mortiers de 81 mm. Le fort se visite.